# ماروسرانانا
ماروسرانانا (به لاتین: Maroseranana) یک منطقهٔ مسکونی در ماداگاسکار است که در آتسینانانا واقع شده‌است. ماروسرانانا ۳۶۷ متر بالاتر از سطح دریا واقع شده‌است.